# Microstilifer auricula
Microstilifer auricula is een slakkensoort, de plaats in een familie is nog onzeker. De wetenschappelijke naam van de soort is voor het eerst geldig gepubliceerd in 1907 door Hedley. 